# نشاط دعم الاستخبارات
نشاط دعم استخبارات جيش الولايات المتحدة (بالإنجليزية: United States Army Intelligence Support Activity)‏ تحتصر (USAISA)، غالبا ما يطلق عليها نشاط دعم الاستخبارات أو نشاط دعم البعثة، ولقب نشاط أو مكتب الدعم العسكري هي وحدة عمليات خاصة لجيش الولايات المتحدة تابعة في الأصل لقوات المخابرات الأمريكية وقيادة الأمن (INSCOM)، لكنها الآن جزء من قيادة العمليات الخاصة المشتركة. وهي مكلفة بجمع معلومات استخباراتية تنفذها البعثات التي تقوم بها قوات العمليات الخاصة الأمريكية الأخرى، ولا سيما قوتي 1st SFOD-D وDEVGRU في عمليات مكافحة الإرهاب.